# Il bisbetico domato (film 1953)
Il bisbetico domato (Marry Me Again) è un film del 1953 diretto da Frank Tashlin.

## Trama
Bill ha un insolito dilemma quando torna a casa dalla guerra in Corea, dove era stato pilota. Per orgoglio, vuole fornire l'unico supporto a Doris e alla loro famiglia, ma Doris non è sicura di cosa fare perché ha appena ereditato una fortuna.